# Qualificazioni al campionato europeo maschile di pallavolo 2011
Le qualificazioni per il campionato europeo maschile di pallavolo 2011, le cui fasi finali si terranno in Austria e Repubblica Ceca, si svolgeranno tra i mesi di maggio e settembre 2010. Vi parteciperanno 29 squadre nazionali europee.
Dopo il primo turno, le squadre saranno divise in 6 gruppi da 4: le vincenti di ogni girone saranno ammesse agli europei mentre le seconde classificate disputeranno i play-off. In totale 9 squadre otterranno la qualificazione.
Sono già qualificate Austria e Repubblica Ceca, come paesi organizzatori, e le prime cinque qualificate al campionato europeo 2009.

## Squadre partecipanti
| - Azerbaigian - Belgio - Bielorussia - Bosnia ed Erzegovina - Croazia - Danimarca - Estonia - Finlandia | - Georgia - Germania - Grecia - Israele - Italia - Lettonia - Lussemburgo | - Moldavia - Macedonia del Nord - Montenegro - Paesi Bassi - Portogallo - Regno Unito - Romania | - Slovacchia - Slovenia - Spagna - Svezia - Turchia - Ucraina - Ungheria |

## Prima fase

### Squadre partecipanti
| - Azerbaigian - Bosnia ed Erzegovina - Croazia - Danimarca - Georgia | - Lussemburgo - Moldavia - Regno Unito - Romania - Ungheria |

### Qualificate alla seconda fase
- Bosnia ed Erzegovina
- Croazia
- Romania
- Ungheria
- Regno Unito

## Seconda fase

### Squadre partecipanti
| - Belgio - Bielorussia - Bosnia ed Erzegovina - Croazia - Estonia - Finlandia | - Germania - Grecia - Israele - Italia - Lettonia - Macedonia del Nord | - Montenegro - Paesi Bassi - Portogallo - Regno Unito - Romania - Slovacchia | - Slovenia - Spagna - Svezia - Turchia - Ucraina - Ungheria |

### Gironi
| Gruppo A                         | Gruppo B                              | Gruppo C                                       | Gruppo D                            | Gruppo E                           | Gruppo F                                         |
| -------------------------------- | ------------------------------------- | ---------------------------------------------- | ----------------------------------- | ---------------------------------- | ------------------------------------------------ |
| Spagna Slovenia Israele Ungheria | Grecia Finlandia Lettonia Regno Unito | Slovacchia Belgio Ucraina Bosnia ed Erzegovina | Germania Estonia Montenegro Croazia | Italia Turchia Bielorussia Romania | Paesi Bassi Macedonia del Nord Portogallo Svezia |

### Qualificate agli europei
- Slovenia
- Finlandia
- Slovacchia
- Germania
- Italia
- Portogallo

### Qualificate alla terza fase
- Spagna
- Grecia
- Belgio
- Estonia
- Turchia
- Paesi Bassi

## Terza fase

### Squadre partecipanti
- Belgio
- Estonia
- Grecia
- Paesi Bassi
- Spagna
- Turchia

## Tutte le squadre qualificate al campionato europeo
- Austria (paese organizzatore)
- Rep. Ceca (paese organizzatore)
- Polonia (1º posto nel campionato europeo 2009)
- Francia (2º posto nel campionato europeo 2009)
- Bulgaria (3º posto nel campionato europeo 2009)
- Russia (4º posto nel campionato europeo 2009)
- Serbia (5º posto nel campionato europeo 2009)
- Slovenia (1º posto nel torneo qualificazione Girone A)
- Finlandia (1º posto nel torneo qualificazione Girone B)
- Slovacchia (1º posto nel torneo qualificazione Girone C)
- Germania (1º posto nel torneo qualificazione Girone D)
- Italia (1º posto nel torneo qualificazione Girone E)
- Portogallo (1º posto nel torneo qualificazione Girone F)
- Belgio (Vincitore spareggio terza fase)
- Turchia (Vincitore spareggio terza fase)
- Estonia (Vincitore spareggio terza fase)